# Jaturamitr-Samakkee-Fußballturnier
Das Jaturamitr-Samakkee-Turnier (Thai: จตุรมิตรสามัคคี, Schreibweise nach RTGS: Chaturamit Samakkhi, Aussprache: [ʨà.tùʔrá.mít săː.mákkʰīː]) ist ein traditionelles Fußballturnier in Bangkok, Thailand. Der Name des Turniers leitet sich ab aus der Sanskrit Sprache. Die Wörter catu und mitra ergeben zusammen Jaturamitr und bedeutet „4 Freunde“. Samakkee lässt sich mit „Harmonie“ oder auch „Einheit“ übersetzen. Die Eintracht war auch immer das zentrale Thema des Wettbewerbes. 
Ausgetragen wird es zwischen den vier ältesten Knabenschulen Bangkoks: der Suankularb-Wittayalai-Schule, der Debsirin-Schule (Thepsirin), dem Assumption College und dem Bangkok Christian College. Es findet alle zwei Jahre im November im Suphachalasai-Stadion zu Bangkok statt. Die Schulen wechseln sich als Gastgeber ab, große Aufmerksamkeit kommt dabei auch den Choreografien der Schulen zu. 
Das erste Turnier in der Geschichte fand vom 16. Oktober bis 18. November 1964 statt. Bis 1985 wurde der Wettbewerb jährlich ausgetragen, 1987 wurde zu einem Zweijahresrhythmus übergegangen. Die sehr populäre Veranstaltung wird im Fernsehen übertragen. Auf der offiziellen Webseite kann man die Spiele ebenfalls live per Internetstream ansehen. Einige der ehemaligen Teilnehmer spielten oder spielen auch noch heute in der thailändischen Premier League des Fußballs. Unter anderem Teerathep Winothai und Thawatchai Damrong-Ongtrakul.
Trotz des Mottos der Einheit hat sich in den letzten Jahren eine große Rivalität unter den Schulen entwickelt. So gibt es die Rivalitäten zwischen der Suankularb und Debsirin sowie dem Assumption und dem Bangkok Christian College. In vielen Fällen führte dies auch zu gewalttätigen Auseinandersetzungen zwischen den Schulen während des Turniers. Dies führt dazu das im Stadion die verfeindeten Gruppen strikt getrennt werden.
Die bisher letzte Ausgabe des Turniers fand vom 17. November bis 24. November 2007 statt.
Gastgebende Schule war das Bangkok Christian College. Als Sieger ging das Assumption College aus dem Turnier hervor.